# Papillidiopsis stissophylla
Papillidiopsis stissophylla är en bladmossart som beskrevs av Benito C. Tan och Jia Yu 1999. Papillidiopsis stissophylla ingår i släktet Papillidiopsis och familjen Sematophyllaceae. Inga underarter finns listade i Catalogue of Life.